# Nižní Lhoty
Nižní Lhoty (in polacco Ligota Dolna, in tedesco Unter Ellgoth) è un comune della Repubblica Ceca facente parte del distretto di Frýdek-Místek, nella regione della Moravia-Slesia.